# 우치무라 간조

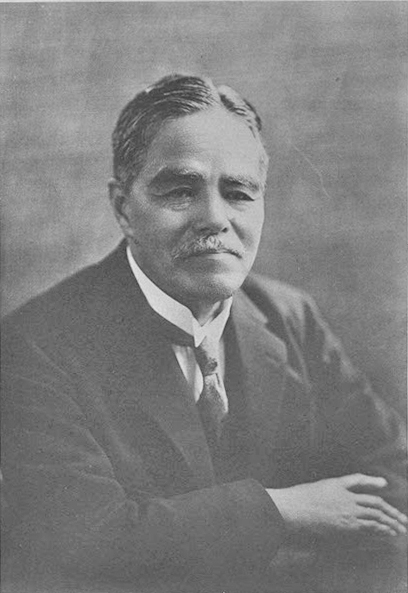
우치무라 간조

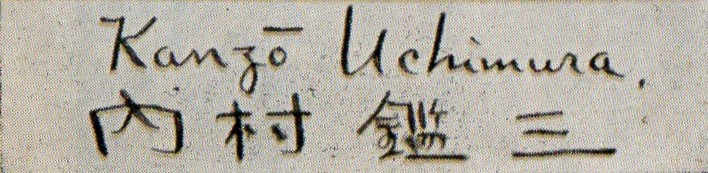

우치무라 간조(일본어: 内村鑑三, 1861년 3월 26일 - 1930년 3월 28일)는 일본의 개신교 사상가로, 무교회주의의 선구자로 여겨진다. 서구적인 기독교가 아닌, 일본인들에게 말씀하시는 하나님의 가르침 즉, 일본적인 기독교를 찾고자 하였다.

## 생애
1861년 다카사키 번사 우치무라 요시유키의 장남으로 에도 고이시가와(小石川)에서 태어났다. 미국 농학자인 윌리엄 스미스 클라크가 세운 삿포로농학교를 다니던 중 친구의 전도로 기독교인이 되었다. 대학생 시절 그는 친구들과 기도 모임을 구성하여 신앙생활했는데, 모임은 성직자와 평신도의 구분이 없는 민주적인 공동체였다. 이러한 새로운 신앙경험은 우치무라의 기독교 사상에 영향을 주었다.
대학교를 졸업한 1882년 우치무라와 친구들은 삿포로 독립교회를 통해 서구의 교회가 아닌 일본적 교회를 설립하고자 했다. 교회는 5명의 위원들에 의해 공동으로 운영되었는데, 일상적인 교회의 일은 그들이 함께 처리했고 그 외의 것은 언제나 투표로 처리했다. 또 교회의 회원은 의무적으로 교회를 위해서 일해야만 했다.
1884년 미국 애머스트 칼리지 3학년으로 편입하여 명예상을 받고 졸업한 뒤 하트포드 신학교에 진학하였으나 4개월만에 학업을 포기했다. 자신이 신학을 포기한 이유에 대해 "나는 더 이상 신학공부를 할 수 없게 되었다. 지난 3년 간의 극심한 정신적 긴장으로 신경이 불안정해지고 매우 심각한 만성 불면증에 시달리게 되었기 때문이다. 휴식이나 진정제, 기도도 효과가 없었고, 내가 선택할 수 있는 유일한 길은 고향 땅으로 돌아가는 것밖에 없었다"라고 말했다. 결국 1888년 일본으로 귀국하였고, 도쿄에 있는 제일고등중학교 교원으로 취직하였다.
하지만, 1891년 일본 천황의 절대권력의 상징인 《교육칙어》 봉독식 때 예를 갖춰 인사를 하지 않았다는 '불경사건'으로 일본 천황을 숭배하는 존황파(尊皇派)들에게 미움을 받아, 보복 테러의 표적이 되어 아내와 자식 그리고 직장을 잃었다. 우치무라는 교원으로 활동하면서 글을 쓰기 시작했는데, 《나는 왜 기독교인이 되었는가?》(How I Became a Christian), 《구안록》(求安録) 등을 저술했다.
또한 《요로즈 조호》(萬朝報)지의 기자와 월간지 《성서지》 연구의 간행인으로도 일하는 등 바쁘게 활동했다. 1921년에는 도쿄의 한복판에서 일요일마다 로마서를 강의하여 수많은 청중들이 크게 감동을 받기도 했다고 한다. 1930년 3월 지병의 악화로 별세했다.

## 연표
- 1861년 다카사키 하급 무사 우치무라 요시유키의 아들로 에도에서 출생
- 1877년 도쿄외국어학교에서 삿포로 농업대학에 관비생으로 입학, 기독교로 개종(17세)
- 1881년 삿포로 농업대학 졸업(21세). 훗카이도 개척사 어용 관직을 임명 받음. 도내의 어업을 조사·연구하는 일에 종사. 친구들과 삿포로 그리스도교회를 건립하여 전도 활동에 힘씀.
- 1883년 훗카이도 개척사 어용 관직 사직. 아사다 다케라와 결혼하였으나 6개월 만에 이혼.
- 1884년 미국 유학길에 오름(24세). 펜실베니아 주립 지적장애 아동 병원(Elwyn Institute)의 간호인으로 근무. 뉴잉글랜드의 애머스트 대학에서 수학. 하트포드 신학교 입학. 4개월 간 신학 공부
- 1888년 일본으로 귀국(28세). 니가타 현의 호쿠에쓰 가칸 학교에서 교장직을 맡음. 선교에 대한 그의 원칙과 서양 선교사들 사이의 불화로 교장직 사직. 제일고등중학교의 강사로 부임.
- 1889년 요코하마 가즈코와 결혼.
- 1891년 제일고등중학교 불경사건(천황의 초상 옆에 걸어 놓은, 천황이 서명한 새로운 '교육칙어' 사본 앞에 머리를 숙여 경의를 표하기를 거부한 사건)으로 교사직을 박탈당함. 아내와 사별.
- 1893년 《구안록》 출간
- 1894년 《전도의 정신》 출간. 《지리 연구》 출간. 《Japan and Japanese》 출간
- 1895년 《How I Became a Christian》 출간
- 1897년 《번영을 위한 최상의 유물》 출간. 《요로즈 조호》(萬朝報)의 영문란 주필 역임(37세)
- 1898년 《요로즈 조호》 주필 사임. 평론지 《도쿄 도쿠리츠잣시》(東京独立雑誌) 발행
- 1900년 《도쿄 도쿠리츠잣시》 폐간. 월간지 《세이쇼노 겡큐》(聖書之研究)를 창간, 30년간 문필 전도에 전력(40세)
- 1903년 고우도쿠 슈우스이 등과 반전론 제창. 《요로즈 조호》지의 객원직을 사임. 오직 성서 연구와 복음 전도에 힘씀.
- 1930년 도쿄에서 별세(70세)

## 신학
한국교회에서 우치무라 간조의 신학은 무교회주의라고 해서 불온시되기도 하였다. 하지만 이는 무교회주의를 잘못 이해한 것으로, 무교회주의는 기존교회에 대한 반발이 아니라 성서의 권위를 존중한 복음주의이다. 교회가 아닌 성서가 기독교 신앙의 원천이라는 오직성서(Sola Scriptura)이다. 그는 성서가 하나님의 영감으로 기록된 하나님의 말씀임을 믿는다고 고백하였으며, "나의 신앙은 예수 그리스도의 십자가 보혈로 말미암아 얻은 구원에 대한 감사일뿐이다. 그러니 나의 신앙은 낡았고 구식이다"면서 그리스도의 십자가만을 강조하였다. 그가 무교회주의를 주장한 이유도 기독교 신앙의 근거는 가시적인 교회 즉, 예배당이 아닌 성서뿐이라고 보았기 때문이다. 그는 "기독교 신앙의 유일한 근거는 성서뿐, 교회와 그 관습은 기독교를 담아내는 껍데기"라고 하였다. 구안록에서는 죄인인 사람은 스스로 평안을 구할 수 없으나, 예수께서 우리의 구원을 위하여 자신을 희생하셨기 때문에 평안을 얻는다고 했다.

## 한국 교회에의 영향
그에게 영향을 받은 제자로는 한국의 무교회주의 개신교 운동가인 김교신, 함석헌, 송두용, 최태용 등이 있다.

## 참고자료
- 나는 하나님을 나의 하나님으로 고백할 수 있는가. 〈참길로 간 사람들①〉 우찌무라 간조의 삶과 신앙, 김진아 기자, 인터넷 기독교 신문 에큐메니안 기사

## 저서
- How I Became a Christian; 『余は如何にして基督信徒となりし乎』; 《나는 어떻게 크리스챤이 되었는가》(1986년)
- Representative Men of Japan; 『代表的日本人』 (1908年); 《우치무라 간조의 인물 일본사》(조양욱 역, 아침바다, 2003년)
  - 《대표적 일본인》 (기파랑, 2011년)
- 『基督信徒のなぐさめ』 - 1893년 우치무라 간죠의 처녀작. 무교회라는 단어가 최초로 사용된 작품이다. 이와나미 문고（1976년,ISBN 4-00-331191-4）.
- 『求安録』(1893년); 《구안록》 (포이에마, 2016년)
  - 김유곤 옮김, 크리스챤서적, 2006년
- 《ロマ書の研究》 (1957); 《우찌무라 간조의 로마서 연구》 (김유곤 역, 크리스챤서적, 2002년)
- 《一日一生》; 《일일일생》(안진희 역, 홍성사, 2004년)
- 『内村鑑三所感集』; 《소감 - 복음 그 진리와의 대화》(김유곤 역, 크리스챤서적, 2011년)
- 《우찌무라 간조 회심기 : 내 영혼의 항해 일지》(양혜원 역 | 홍성사 | 2001년)
- 《사랑의 샘가에서》 (범우사 | 2013년)
- 《내촌감삼 : 우찌무라 간조 성서주해》 (바이블넷 | 2013년)

참고서적
- 《우치무라 간조, 신 뒤에 숨지 않은 기독교인》 / 양현혜 저 | 이화여자대학교출판문화원 | 2017년
- 《무교회주의자 우치무라 간조》 / 스즈키노리히사 | 소화 | 1995년
- 《우치무라 간조의 삶과 사상》 / 미우라 히로시 저 / 오수미 역 | 예영커뮤니케이션 | 2000년
- 《우찌무라 간조에게 배운다》 / 이사카와후지오 저 / 김충손 역 | 은혜미디어 | 1996년